# Инклисиран
Инклисиран — препарат длительного действия для лечения гиперхолестеринемии путем подавления синтеза PCSK9 с помощью  малых интерферирующих РНК (миРНК).
Он поступил в продажу под торговой маркой Leqvio® в 2020 году. ЛЕКВИО (инклисиран) — это инъекционный рецептурный препарат, используемый вместе с диетой и другими лекарствами, снижающими уровень холестерина, у взрослых с высоким уровнем холестерина в крови, называемым первичной гиперлипидемией (включая тип высокого уровня холестерина, называемый гетерозиготной семейной гиперхолестеринемией [HeFH]), для снижения уровня липопротеинов низкой плотности (LDL-C) или, так называемого «плохого» холестерина. 
Для обеспечения точного и целенаправленного поглощения препарата гепатоцитами, к синтетической миРНК, нацеленной на мРНК PCSK9 присоединён N-ацетилгалактозамин.